# 198 km (obwód nowogrodzki)
198 km (ros. 198 км) – przystanek kolejowy w pobliżu miejscowości Powodjo, w rejonie małowiszerskim, w obwodzie nowogrodzkim, w Rosji. Położony jest na linii Petersburg – Moskwa.